# Lili Damita
Lili Damita, właśc. Liliane Marie Madeleine Carre (ur. 10 lipca 1904 w Blaye, zm. 21 marca 1994) – francuska aktorka filmowa. Pierwsza żona aktora Errola Flynna oraz matka aktora i reportażysty Seana Flynna.

## Filmografia
- 1922: La Fille sauvage jako Henriette Villedieu
- 1924: Kobieta nocy
- 1931: Fighting Caravans jako Felice
- 1934: Skradziono człowieka jako Annette
- 1937: L'Escadrille de la chance jako Edwige
- 1954: Devil on Horseback